# 馬季亞希夫卡 (奧布希夫區)
50°1′17″N 30°37′49″E / 50.02139°N 30.63028°E
馬蒂亞希夫卡（烏克蘭語：Матяшівка）是位於烏克蘭北部的村莊，由基辅州奧布希夫區的奧布希夫市鎮負責管轄。該村始建於1500年，面積0.01平方公里，海拔高度191米，2001年人口507，人口密度每平方公里46,091人。